# 王默人
王默人（1934年—2020年），本名王安泰，湖北黃梅人，台灣記者與小說家。

## 生平概略
王默人在1948年底隨國民政府軍隊前往臺灣；此後，他曾長年擔任《中華日報》、《經濟日報》、《聯合報》記者，並在《中國時報》擔任撰述委員暨「人間副刊」編輯。
1950年，他開始從事文學創作，並以小說為主要書寫形式，並將之投稿刊載於各報章；其中知名作品有《外鄉》、《地層下》、《阿蓮回到峽谷溪》、《沒有翅膀的鳥》等。
1985年，他因書寫內容觸及國民黨政府禁忌等緣由，決定離開臺灣前往美國；此後，他曾任職《國際日報》採訪主任、《中報》經理、海華電視總編輯等，並長年與妻子周安儀定居在舊金山。
2020年12月30日，因心臟病突發於美國舊金山家中辭世，享壽86歲。

## 創作風格
王默人的作品大多專注在書寫臺灣於經濟開發過程中社會上所產生的矛盾及諸多不公義現象；其主角多為小人物，如來自中國大陸或臺灣偏遠鄉村的農民、鐵工廠領班、礦工女兒等，並且情節多關注於角色之應變、挫折、創傷與救贖。

## 作品

### 結集
- 《王默人小說全集》[7][8][2]

## 獲得獎項及榮譽
- 國立清華大學名譽文學博士學位 (2015年)[5][9]

## 建築

### 王默人周安儀文學館
由王默人與周安儀夫婦捐贈，於2024年6月27日落成，有一可容納80人的開放式劇場空間。

## 相關獎項及講座
- 北京大學中文系王默人小說創作獎[11][12][13]
- 國立清華大學台灣文學研究所王默人周安儀文學講座[4][14][15]

## 參看
- 楊青矗